# Úrsula Micaela Morata
Úrsula Jerónima Morata e Iscaya, más conocida como Úrsula Micaela Morata, (Cartagena, 21 de octubre de 1628 - Alicante, 9 de enero de 1703), religiosa, mística, fundadora del convento de Clarisas Capuchinas de Alicante.

## Infancia
Nació en el seno de una familia socialmente acomodada, siendo la menor de trece hermanos. Su padre, Marco Aurelio Morata e Iscaya, de origen italiano, era caballero del Estado de Saboya. Su madre, Juana Garibaldo, era madrileña, pero de ascendencia también italiana. Ambos murieron con tres días de diferencia en 1632, contando Úrsula con tres años de edad, quedando entonces al cuidado de su hermana mayor Sebastiana. 
A los cuatro años tuvo su primera experiencia mística en medio de un ataque de viruela que la puso al borde de la muerte. La relata así: 

«...dióme un paroxismo que estuve, a mi entender, sin sentidos veinticuatro horas poco más o menos. Lo que en ese tiempo gozó mi alma no es posible de declarar... Halléme en una inmensa claridad y luz divina, que sin ofrecerme objeto ni imagen alguna a la vista gozaban las potencias y sentidos, que a mi parecer parecía estaba ya en la gloria.»
Autobiografía, Cap. I.

 Comenzó así su aprendizaje espiritual, adquiriendo las ideas dominantes de la época en lo tocante a oración, ayuno y mortificación, sobreviniéndole en su práctica otras experiencias místicas.
Con respecto a su educación, hay que destacar que por disposición de su hermana aprendió a leer y escribir, cosa poco corriente en su época, especialmente en las mujeres.

## Juventud
En 1642 inició un noviazgo con un pariente suyo, que ella misma rompería al año siguiente. La idea de ser monja se fue afianzando, dándole el último empujón un sueño profético que le anunció la muerte de un sacerdote conocido de la familia. Venciendo la oposición de sus familiares, ingresó en el Monasterio de Capuchinas de Murcia, fundado en 1644 por la Beata María Ángela Astorch, abadesa y maestra de novicias del mismo. Profesó el 20 de enero de 1647, adoptando el nombre de Micaela.
En 1648 la peste azotó Murcia, convirtiéndose Sor Úrsula en enfermera de las apestadas. En 1651 y 1653 el desbordamiento del río Segura obligó a la comunidad de religiosas a abandonar el monasterio y refugiarse en el Monte de las Ermitas. Durante este período, Sor Úrsula Micaela vivió la noche oscura, etapa de crisis espiritual entre los místicos. En 1652 recibió el mandato de su confesor de escribir su autobiografía.

## Andadura espiritual
En 1653, como conclusión de la noche oscura, experimentó la transverberación del corazón de modo semejante a Santa Teresa de Jesús: 

«Me fue mostrado en espíritu un ángel con un dardo de fuego que me lo metió en el corazón. Fue tan grande el dolor y fuego que sentí, que me penetró todos mis huesos y caí en tierra desmayada. Mas el ángel me detuvo para que no me hiciese mal. Estuve así cosa de una hora gozando y padeciendo lo que yo no sé decir, sino que me abrasaba y quemaba en llamas de amor divino»
Autobiografía, Cap. VI

Sor Úrsula Micaela vivió diversas experiencias sobrenaturales también presentes en otros místicos: visiones, locuciones, milagros, percepción extrasensorial, etc. Destacando especialmente por la bilocación, que la llevó incluso a otras naciones; y por la profecía, que la convirtió en un oráculo al que se acercaba el pueblo en busca de consejo, entre ellos Carlos II y Juan José de Austria, con quienes mantuvo correspondencia epistolar.
En 1661 fue elegida consejera y secretaria de la comunidad.

## Fundación en Alicante

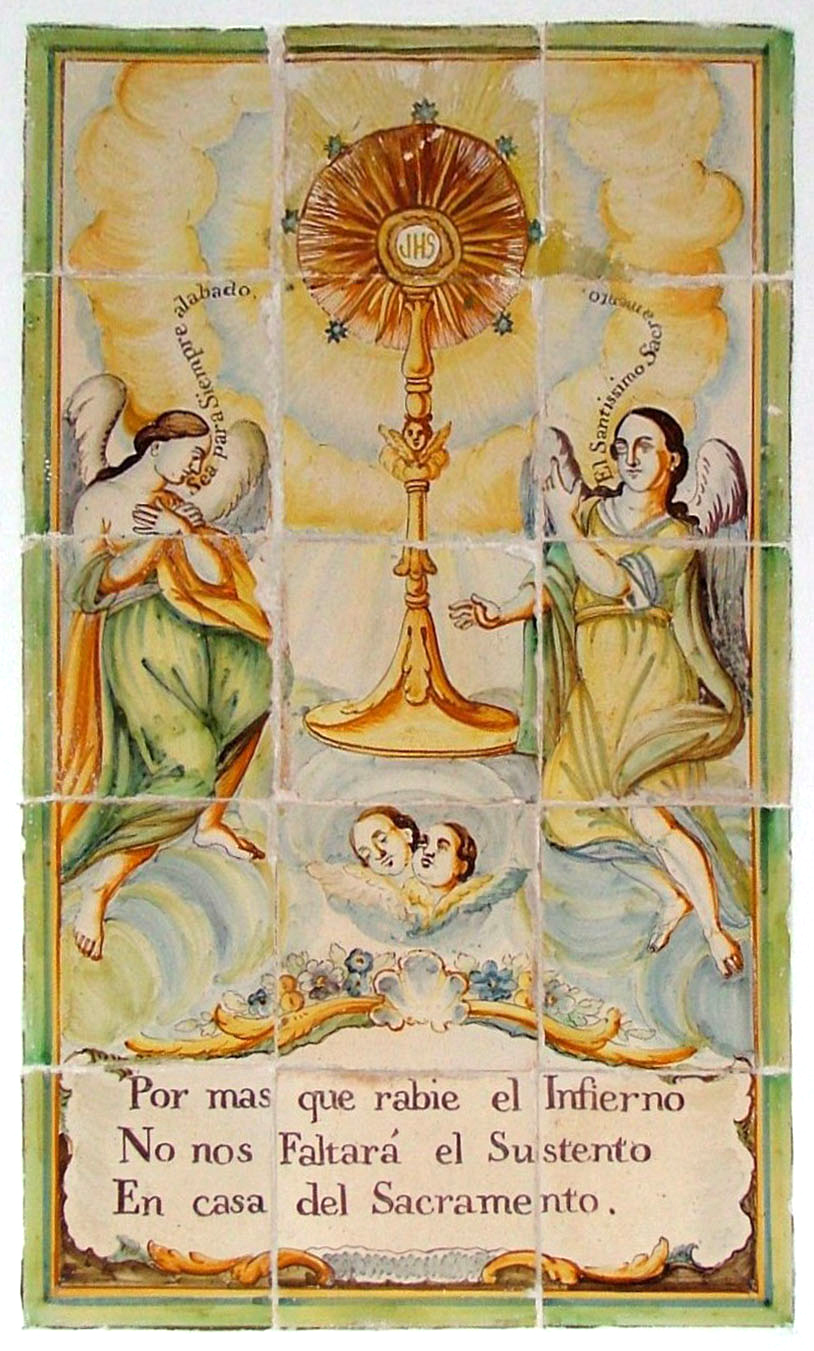
Azulejo fundacional del Monasterio de Capuchinas de Alicante.

En 1669 comenzaron las gestiones para fundar un convento de Clarisas Capuchinas en la ciudad de Alicante. Las dificultades fueron diversas, y la fundación no se llevó a cabo hasta 1672. La primera residencia fue provisional, en una casa que carecía de las condiciones apropiadas para la vida comunitaria. Por ello se inició la construcción de convento e iglesia, costeados con las limosnas de los alicantinos y de Juan José de Austria, y bajo la protección de Carlos II. Las obras no finalizarían hasta 1682. El título del Real Convento de las Capuchinas (Alicante) fue Triunfos del Santísimo Sacramento, nombre inspirado en una de las visiones de Sor Úrsula Micaela.
Ejerció el cargo de vicaria hasta 1699 en que fue elegida abadesa, oficio que desempeñó hasta su muerte. En su Autobiografía no recogió sus últimas vivencias, pues dejó de escribir en 1684. Sin embargo las monjas contemporáneas dejaron testimonios y escritos referentes a esta última etapa de su vida. Además la ciudad de Alicante editó un panegírico de honras fúnebres tras su fallecimiento, donde registraron los datos más importantes de su vida.

## Muerte y causa de beatificación
Tras dos años de penosa enfermedad murió el 9 de enero de 1703, a la edad de 75 años. La fama de santidad y el prestigio social que había alcanzado hizo que su cadáver permaneciese expuesto en la iglesia por 6 días. El cuerpo permaneció incorrupto, caliente y flexible en todo momento, por lo que no se le dio sepultura. En 1742 el obispo de Orihuela D. Juan Elías Gómez de Terán, al encontrarlo todavía intacto, mandó que el cadáver permaneciese en un arca sin ser enterrado. Así se ha conservado hasta la actualidad, permaneciendo todavía incorrupto y flexible. 
La fama de santidad con que murió Sor Úrsula Micaela, llevó al obispo de Orihuela D. José de la Torre y Orumbella a instruir expediente sobre su vida y virtudes en 1703 con vistas al proceso de beatificación. Por la quema de archivos durante la Guerra de Sucesión (1702-1713) y la Guerra Civil (1936-1939), estos documentos se perdieron. Sin embargo se salvaron la Autobiografía, 24 cartas, y algunos otros testimonios relativos a la Sierva de Dios. El proceso informativo diocesano para la beatificación fue abierto por el obispo de Orihuela-Alicante D. Rafael Palmero Ramos el 11 de octubre de 2006 y clausurado el 11 de junio de 2009.

## Estudio científico de su cuerpo incorrupto

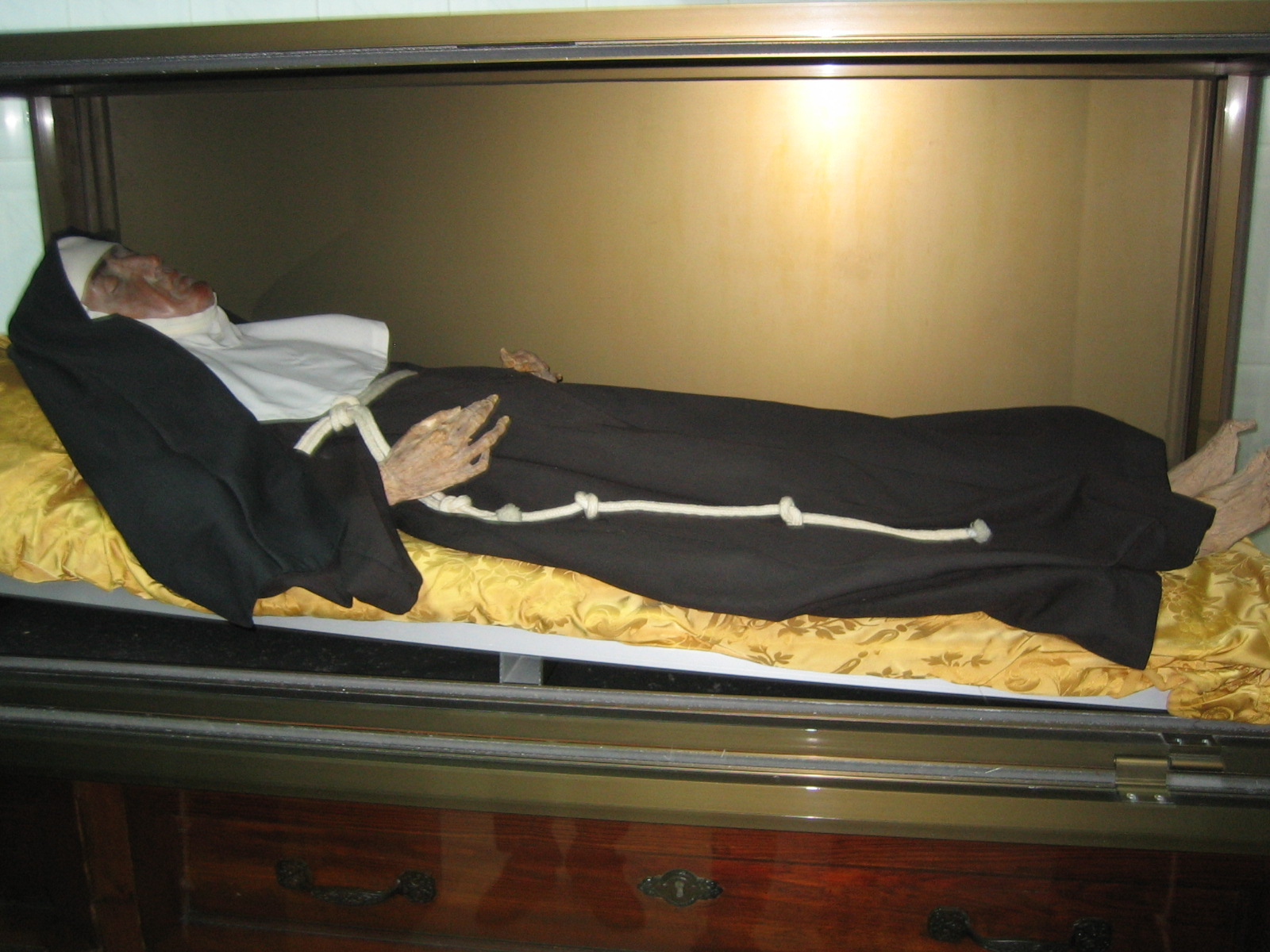
Sor Ursula en la vitrina del monasterio RR Capuchinas de Alicante

El 24 de febrero de 2009, un equipo multidisciplinar formado por médicos forenses, antropólogos forenses, odontólogos forenses, entomólogos forenses, radiólogos y microbiólogos, dirigido por el médico forense y profesor universitario Fernando Rodes Lloret realizó la primera fase del estudio científico del cuerpo de sor Úrsula. Se procedió a su traslado desde el monasterio de RR Capuchinas de Alicante donde permanece en una urna de cristal al Hospital General Universitario de Alicante con la finalidad de realizarle una Tomografía Computerizada corporal total, obteniéndose 4300 imágenes.
Una vez finalizada esta prueba radiológica se devolvió el cuerpo al monasterio.

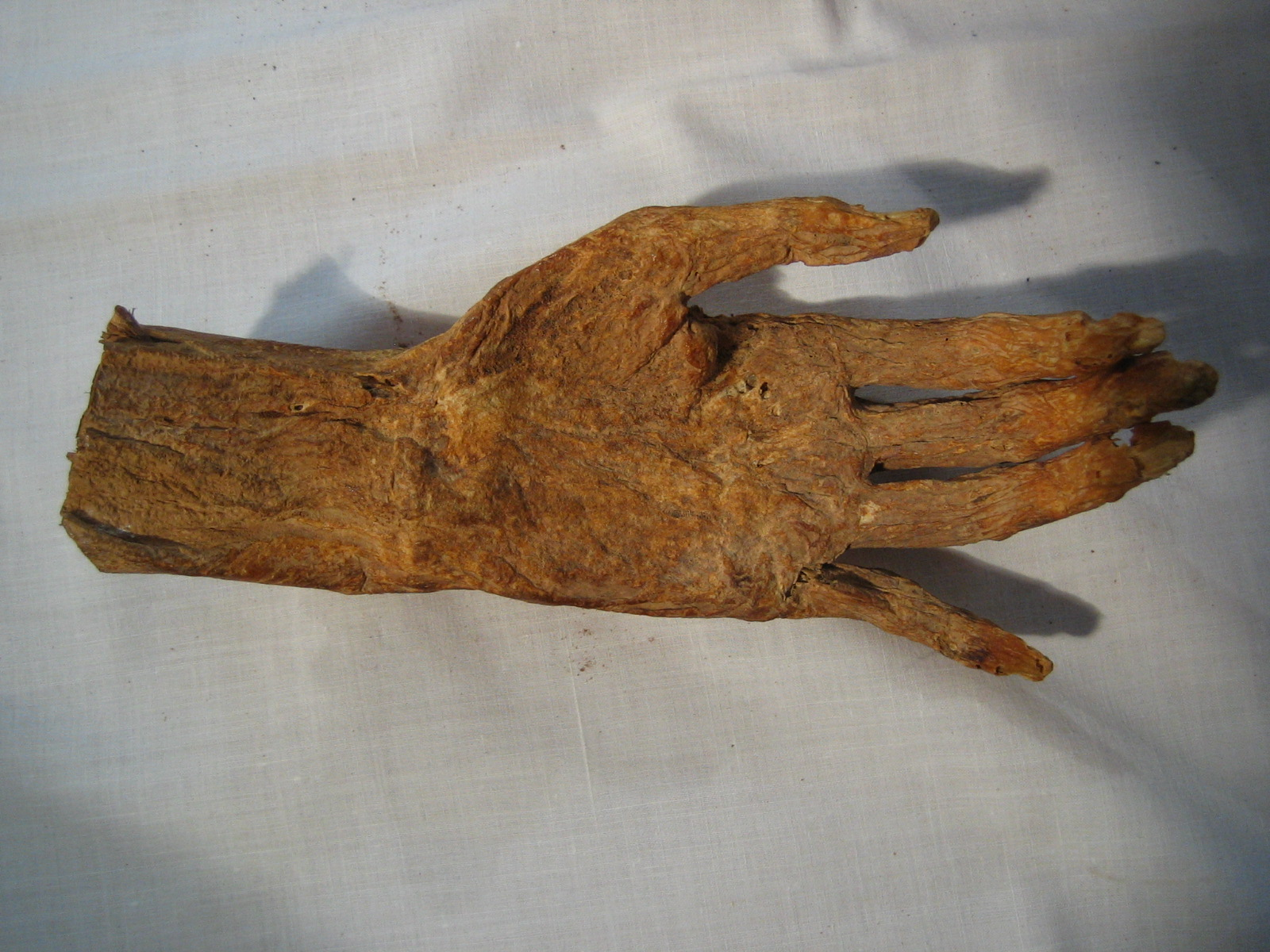
Mano izquierda amputada

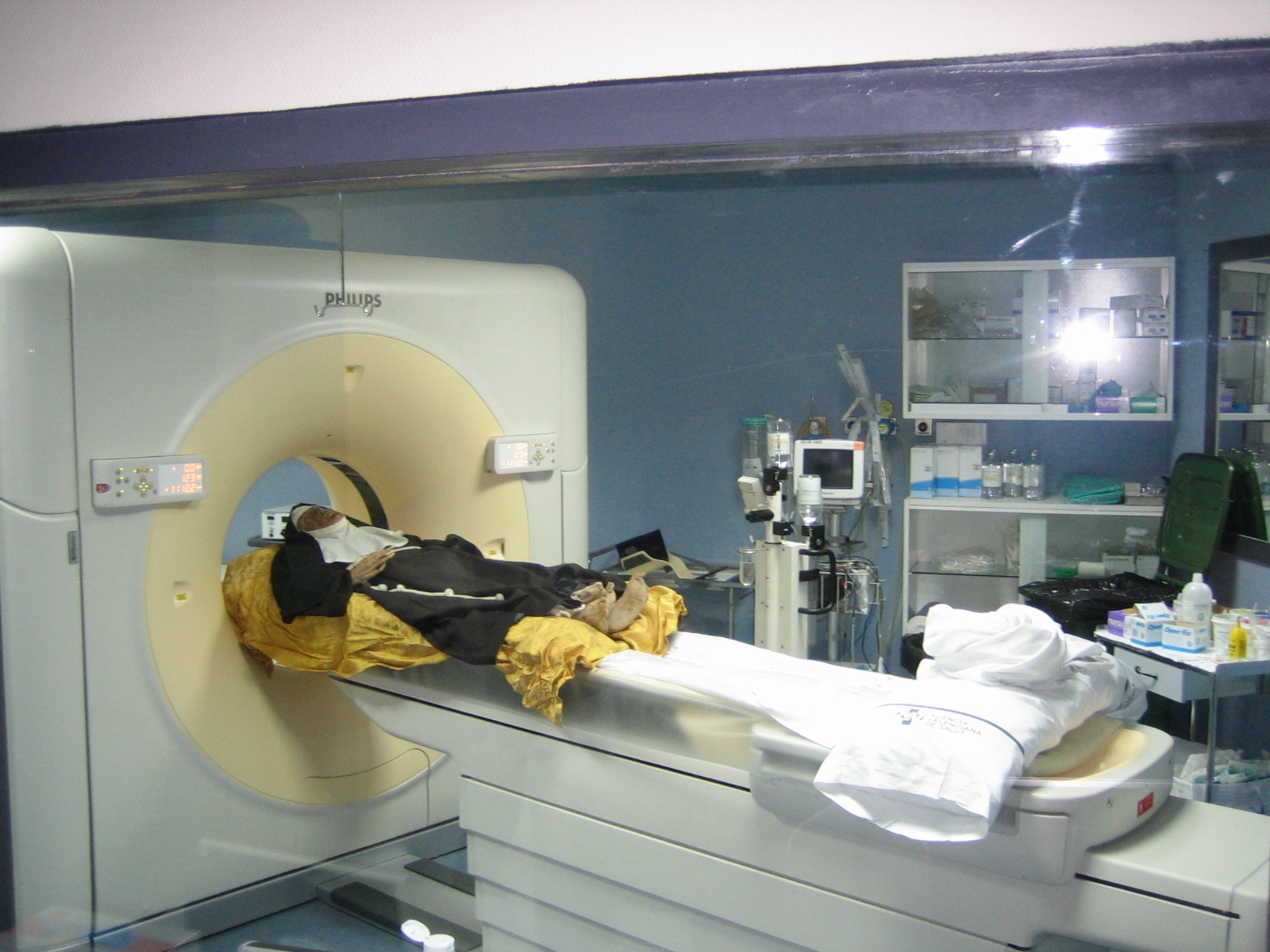
TAC realizada a sor Úrsula el 24 de febrero de 2009 en el Hospital General Universitario de Alicante

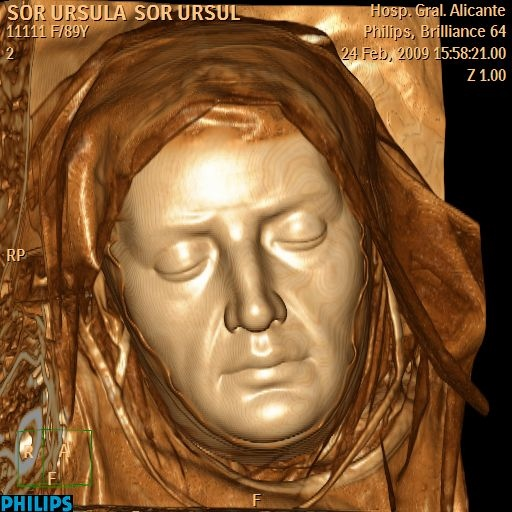
Detalle de la máscara en la TAC

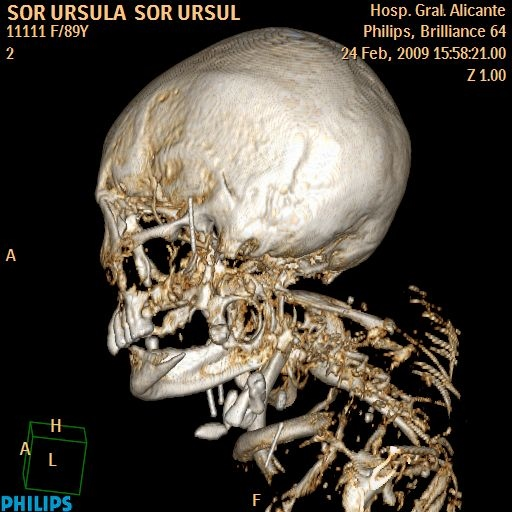
Detalle de la TAC

El estudio antropológico forense tuvo lugar en una segunda fase el 12 de marzo de 2009 en el propio monasterio.
La conclusiones de esta investigación fueron las siguientes:
1. Se trata del cuerpo momificado de una mujer, compatible con la edad documentada de 74 años.
2. Sor Úrsula tenía una estatura comprendida entre 144,73 y 151,27 cm.
3. Presenta un muy buen estado de momificación natural en todo el cuerpo, excepto en la región anterior del cuello y en la parte superior de la espalda, zonas que han sufrido un importante deterioro por los traumatismos sufridos años después del fallecimiento.
4. La TAC realizada confirma la ausencia de vísceras en el cuerpo momificado de sor Úrsula, aunque sí que se conservan estructuras como piel, fascias musculares, arterias y nervios
5. Falta el antebrazo izquierdo. La mano izquierda, también momificada, se encuentra separada por completo del brazo por fractura del cúbito y radio a nivel de la muñeca.
6. La mandíbula está fracturada en su lado izquierdo, con desprendimiento de un fragmento que se ha localizado dentro del tórax. Probablemente se colocó allí, en algún momento, de forma intencionada para evitar su extravío.
7. Tanto la fractura de la mano izquierda como la de la mandíbula ocurrieron después de la muerte.
8. El cuerpo presenta lesiones compatibles con la atadura de una soga al cuello y posterior arrastre violento, con golpes en el rostro y con la amputación traumática de la mano izquierda. Todo ello sobre el cuerpo ya momificado.
9. A pesar de la edad (74 años) y de la ausencia de cualquier cuidado odontológico en la época, sor Úrsula conservaba todas las piezas dentales en el momento de su muerte, aunque como consecuencia de estos episodios traumáticos solo se conservan dieciséis, habiéndose perdido el resto. Hay ocho piezas dentarias sueltas al fondo de la cavidad bucal, envueltas en una tela, que al igual que el fragmento mandibular se colocaron allí, probablemente, para evitar su extravío.
10. Sor Úrsula padeció una enfermedad periodontal crónica de grado moderado, lo que por otra parte era de prever dada su avanzada edad y la falta de cuidados bucales habituales en el siglo XVII.
11. Existe una fístula en la mandíbula, secundaria a un absceso crónico, así como una profunda caries en un molar inferior. Ambos pueden explicar los importantes dolores crónicos que padeció sor Úrsula en la boca y que son recogidos en la documentación biográfica conservada.
12. El estudio de la TAC revela escasos signos de aterosclerosis, ausencia de cálculos en vesícula biliar y en riñones, ausencia de lesiones vertebrales y ausencia de artrosis importante, lo que denota un buen estado general para la edad de 74 años.
13. No se han encontrado ni en el estudio antropológico, ni en el radiológico, hallazgos que puedan orientar a establecer la causa del fallecimiento, habiéndose descartado en la TAC la presencia de lesiones óseas tumorales o de otro tipo.
14. Se encontraron en el cuerpo tres pupas vacías de Tineola bisselliella (polilla de la ropa) probablemente procedentes de la vestimenta y una pupa vacía de Drosophilidae, insecto que debió llegar al cadáver cuando este estaba en proceso de momificación.
15. El estudio microbiológico de la superficie corporal reveló la existencia de hongos habitantes normales del aire y del suelo (Penicillium spp) y bacterias frecuentes en el suelo (Bacillus y Staphylococcus epiderdimis) por lo que se puede considerar que se trata de transferencias desde el entorno.
16. La máscara empleada para cubrir el rostro no es una reproducción fidedigna de su cara.

### Obra propia
- Mudarra Blanco, Catalina (Ed.) (2003). Asociada al Misterio de Cristo. Alicante, HH. Clarisas Capuchinas.

- Piquer Garcés, Vicente Benjamín (Ed.) (1999). Memorias de una monja del Siglo XVII. Autobiografía de la Madre Úrsula Micaela Morata. Alicante, Hermanas Clarisas Capuchinas.

### Sobre Úrsula Micaela
- Rodes Lloret, Fernando (2014). Sor Ursula Micaela Morata. Vida y muerte (estudio biográfico y antropológico forense). Alicante, Publicaciones de la Universidad de Alicante. ISBN 978-84-9717-292-9.

- Pérez de Rada, Javier (Ed.) (2007). Sor Ursola Michaela Morata. Fundadora y Abadesa del Real Convento de los Triunfos del SS. Sacramento de Capuchinas de Alicante (Facsímil de la edición de 1703). Madrid, Fundación Jaureguizar. ISBN 978-84-930886-8-2.

- Piquer Garcés, Vicente Benjamín (Ed.) (2006). Sor Úrsula Micaela Morata, Clarisa Capuchina (1628-1703). Alicante, Proceso de Canonización de Sor Úrsula Micaela Morata.

- Saez Vidal, Joaquín (1987). Sor Úrsula Micaela Morata (1628-1703) Experiencia religiosa y actividad personal. Alicante, Caja de Ahorros de Alicante y Murcia. ISBN 84-7599-043-6.

- Triviño, María Victoria (Ed.) (1992). Escritoras Clarisas Españolas. Antología. Madrid, B.A.C. ISBN 978-84-7914-073-1.